# Pascal Bader (Fussballspieler)
Pascal Bader (* 24. September 1982) in Solothurn ist ein ehemaliger Schweizer Fussballer.

## Karriere
Bader spielte beim FC Luzern in der Abwehr, obwohl er bei seinem vorherigen Verein FC Solothurn auch als Stürmer zum Einsatz kam. Diese erstaunliche Tatsache lässt sich anhand seiner Körpergrösse und seiner Kopfballstärke erklären. Die Juniorenzeit verbrachte er beim FC Lommiswil, bevor er zum FC Bellach wechselte. Seine angestammte Position während der Juniorenzeit war Stürmer. 
Seit 2005 spielte Bader in Luzern. Nach einer Saison in der Challenge League (Bader: 30 Spiele, 3 Tore) stieg der FCL in die Axpo Super League auf. In der laufenden Saison steht Bader mit 27 Einsätzen und 3 Toren zu Buche. Er kann auf allen Positionen spielen. Diese Saison nämlich spielte er als Verteidiger, wie auch als Mittelfeldspieler und auch als Stürmer war er erfolgreich. Seit Beginn der Saison 08/09 gehört er dem Kader des VfR Aalen an und bestritt in dieser 27 Einsätze in der 3. Liga. Am Ende der Saison belegte der VfR allerdings den 19. von 20 Tabellenplätzen und stieg damit in die Regionalliga Süd ab. Da sein Vertrag beim VfR nur für die zweite und dritte Liga Gültigkeit besass, wurde er damit vorübergehend vereinslos.
Zur Saison 2009/10 heuerte er gemeinsam mit Michael Stegmayer, einem Teamkollegen beim VfR Aalen, beim Liechtensteiner Hauptstadtklub FC Vaduz in der Challenge League (2. Schweizer Liga) an.